# Gouwgraaf
Een gouwgraaf was het hoofd van een gouw in het Frankische Rijk. Hij had een bestuurlijke, militaire en juridische functie. Gouwgraven werden eerst uit de directe omgeving van de vorst geworven, later uit de lokale adel. Zij vormden samen met de bisschoppen en abten de Frankische aristocratie.  De gouwgraaf was verantwoordelijk voor zijn eigen gouw en moest verantwoording afleggen aan de vorst. Dit maakte het voor de Frankische koningen, later hofmeiers en keizers, gemakkelijker om het grote rijk te kunnen besturen. Het ambt was niet erfelijk. Benoemingen waren in principe voor het leven, maar in geval van wanbestuur of verval in ongunst kon de vorst de gouwgraaf ontslaan en een vervanger benoemen. Toen het Frankische Rijk in de 9e eeuw echter uiteenviel door troonstrijd en het centrale gezag wegviel, werd het grafelijk ambt erfelijk en ontstonden geleidelijk steeds meer grafelijke dynastieën in West-Europa.